# HMS Birmingham (1913)
A HMS Birmingham a Brit Királyi Haditengerészet egyik Town osztályú könnyűcirkálója volt. Ez a hajó volt a Birmingham-alosztály névadó hajója. Szintén a Birmingham-alosztályba tartozott még a Lowestoft, a Nottingham és az Adelaide könnyűcirkáló is. Ezek a hajók szinte teljesen megegyeztek a Chatham-alosztály hajóival, de eggyel több 152 mm-es ágyúval rendelkeztek, amely a hajó orrán foglalt helyet.

## Története
A HMS Birmingham az Armstrong Whitworth Elswick-i hajógyárában épült, ahonnan 1913. május 7-én bocsátották vízre, majd 1914 januárjában befejezték az építését. 1914-ben csatlakozott a Nagy Flotta 1. könnyűcirkáló rajához. 1914 júniusában a hajók látogatást tettek a németországi Kielben.
1914. augusztus 9-én, a Fair-sziget partjainál, a Birmingham észrevette a felszínen úszó német U-15 tengeralattjárót, amely a motorja meghibásodása miatt nem merült le. A brit hajó legénysége hallotta a tengeralattjáró belsejéből kiszűrődő zajokat, amik arra utaltak hogy a németek megpróbálják megjavítani az U-bootjukat, ezért a Birmingham lőni kezdte a német egységet. Ezt követően az U-15 merülni kezdett, de a brit könnyűcirkáló nekiment a németeknek és félbevágta a tengeralattjárót. Az U-15 teljes legénységével együtt süllyedt el. Ez volt az első U-boot, amit ellenséges hajó semmisített meg. Ugyanebben az évben, a Birmingham még két német kereskedőhajót is elsüllyesztett, valamint részt vett az augusztus 28-i helgolandi csatában. 1915 januárjában a doggerbanki csatánál szintén jelen volt a Birmingham.

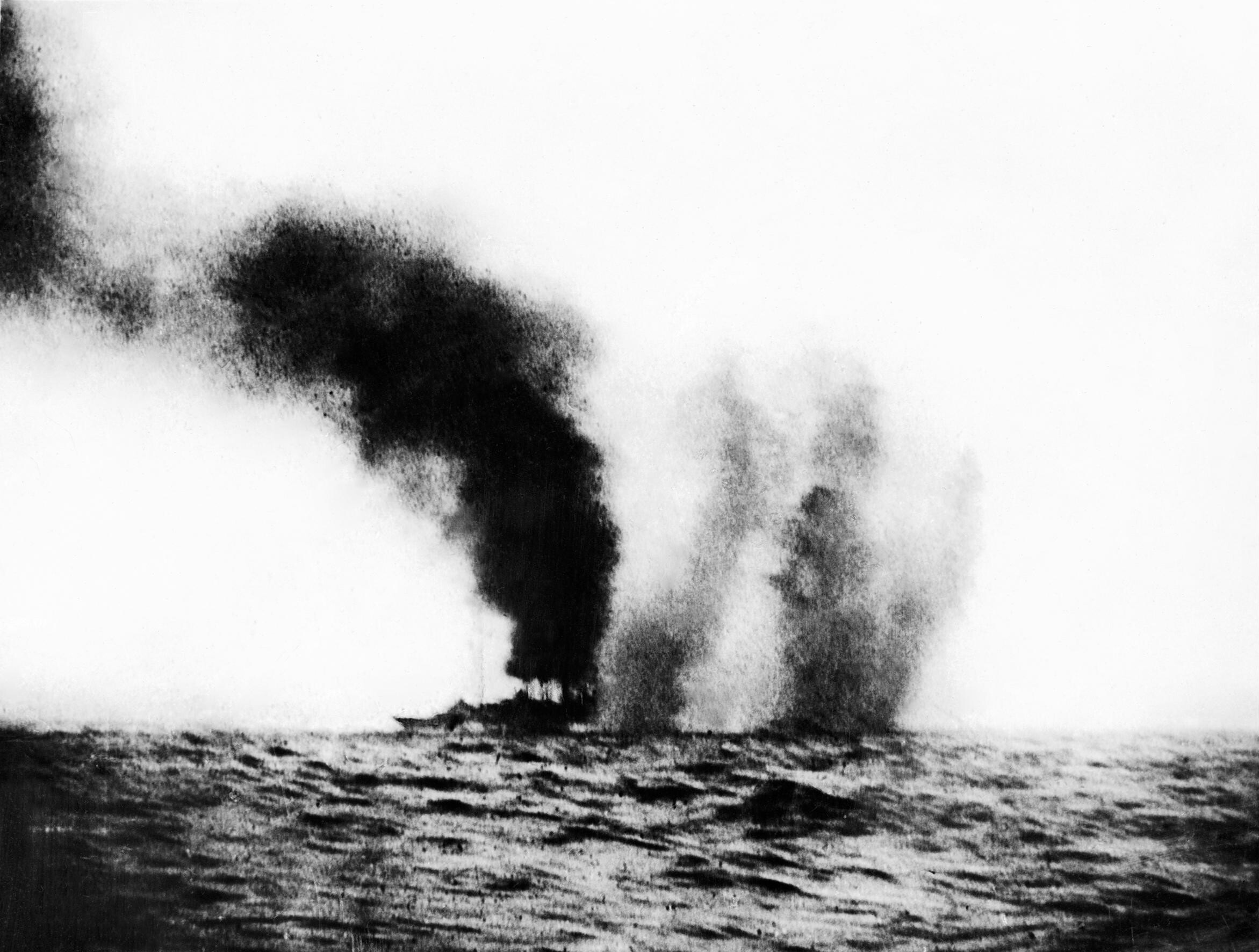
A HMS Birmingham a jütlandi csatában.

1915 februárjában a könnyűcirkáló csatlakozott a 2. könnyűcirkáló rajhoz, amellyel június 18-án sikertelenül megtámadott egy ellenséges tengeralattjárót.
Szintén ezen raj tagjaként vett részt a jütlandi csatában, amely során meg is sérült.
A háború után, 1919 és 1920 közt a Birmingham lett a 6. könnyűcirkáló raj zászlóshajója. Ezt követően átkerült Nore-ba, ahol 1920 és 1922 közt tartózkodott. 1923-ban ismét használatba vették, és afrikai vizekre küldték. Itt a HMS Lowestoft-tól vette át a 6. könnyűcirkáló raj zászlóshajójának szerepét. Ezt követően még egészen eladásáig, 1931-ig szolgált külföldi állomáshelyeken. Pályafutása 1931. március 12-én ért véget, mikor megérkezett a Thos W Ward Pembroke Dock-i hajóbontójába.

## Lásd még
- HMS Birmingham nevet viselő hajók listája.